# Tramwaje w Timbaúba
Tramwaje w Timbaúba − zlikwidowany system komunikacji tramwajowej w brazylijskim mieście Timbaúba.

## Historia
Tramwaje na ulice Timbaúba wyjechały 10 października 1915. Linię obsługiwała spółka Sociedade Algodeira do Nordeste Brasileiro. Do obsługi linii sprowadzono z Recife kilka używanych wagonów. Linię zlikwidowano w latach 30. XX w.